# Olszewo-Borki
Olszewo-Borki ist ein Dorf im Powiat Ostrołęcki in der Woiwodschaft Masowien, Polen. Der Ort ist zugleich Sitz der gleichnamigen Landgemeinde (Gmina wiejska).

## Geographie
Olszewo-Borki liegt ca. 100 km nordöstlich von Warschau an der Narew.

## Geschichte
Die erste Erwähnung von Olszewo-Borki stammt aus dem vierzehnten Jahrhundert. Janusz I. Starszy verkaufte gegen Ende des vierzehnten Jahrhunderts Land, davon betroffen war auch Olszewo. Von diesem Verkauf stammt die erste Erwähnung von Olszewo. Der Name des Ortes leitet sich von der Familie Olszewski ab. Mit dem Rückfall des Herzogtum Masowien an das Königreich Polen kam auch der Ort wieder zum Königreich Polen. 1807, 1830 und 1914/15 wurde das Dorf bei Kämpfen zerstört. Nach dem Zweiten Weltkrieg wurde Olszewo-Borki Sitz einer Gromada.
Von 1975 bis 1998 gehörte das Dorf zur Woiwodschaft Ostrołęka.

## Gemeinde

### Geographie
Die Gemeinde hat eine Flächenausdehnung von 195,00 km². 50 % des Gemeindegebiets werden landwirtschaftlich genutzt, 43 % sind mit Wald bedeckt.

### Geschichte
Im Herbst 1939 kam es beim Dorf Żebry-Chudek zu Massentötung von mehr als 1000 Personen durch deutsche Truppen und wurden in den dortigen Wäldern verscharrt. Um die Spuren zu verwischen, wurden die Toten 1944 wieder ausgegraben.

### Gemeindegliederung
Zur Landgemeinde (gmina wiejska) gehören 38 Sołectwa (Schulzenämter). Dieses sind: Antonie, Białobrzeg Bliższy, Białobrzeg Dalszy, Chojniki, Dobrołęka, Drężewo, Działyń, Grabowo, Grabnik, Grabówek, Grądzik, Kordowo, Kruki, Łazy, Mostowo, Nakły, Nożewo, Nowa Wieś, Olszewo-Borki, Przystań, Rataje, Rżaniec, Stepna-Michałki, Stepna Stara, Wyszel, Zabrodzie, Zabiele Wielkie, Zabiele Piliki, Żebry-Ostrowy I, Żebry-Ostrowy II, Żebry-Chudek, Żebry-Sławki, Żebry-Stara Wieś, Żebry-Wierzchlas, Żebry-Perosy, Żebry-Żabin, Żerań Duży und Żerań Mały.